# Xingchenglu Jiedao
Xingchenglu Jiedao (kinesiska: 兴城路街道, 兴城路) är en socken i Kina. Den ligger i provinsen Shandong, i den östra delen av landet, omkring 310 kilometer öster om provinshuvudstaden Jinan. Antalet invånare är 17145. Befolkningen består av 8 588 kvinnor och 8 557 män. Barn under 15 år utgör 9,0 %, vuxna 15-64 år 75 %, och äldre över 65 år 15,0 %.
Genomsnittlig årsnederbörd är 771 millimeter. Den regnigaste månaden är juli, med i genomsnitt 247 mm nederbörd, och den torraste är januari, med 12 mm nederbörd.